# 2nd Cavalry Regiment (Vereinigte Staaten)

Schulterabzeichen (Shoulder Sleave Insignia) des 2. US-Kavallerieregiments

Das 2nd Cavalry Regiment (deutsch 2. US-Kavallerieregiment) ist ein Kavallerieregiment der US Army. Das Regiment ist der am längsten ununterbrochen bestehende Verband der US Army. Das Regiment hat sein Hauptquartier in den Rose Barracks in Vilseck (Deutschland).

## Geschichte

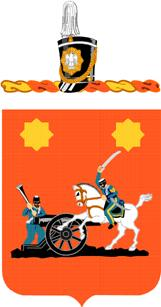
Wappen des Regiments (Coat of Arms)

Am 23. Mai 1836 wurde das 2. Dragonerregiment von US-Präsident Andrew Jackson aufgestellt. 1861 wurde das Regiment in 2nd US Cavalry, 1941 in 2nd Cavalry Group (mechanized), 1948 in 2nd Armored Cavalry Regiment und 2006 in 2nd Stryker Cavalry Regiment umbenannt. Mit der erneuten Umbenennung 2011 in 2nd Cavalry Regiment orientierte sich das Regiment wieder mehr an der Bezeichnung von 1861.
Im Kalten Krieg war das Regiment ab 1952 im Rahmen des VII. Korps der 7. US-Armee für die Sicherung des Eisernen Vorhanges in Bayern im Grenzabschnitt zur DDR und zur CSSR verantwortlich. Sein Hauptquartier war in den Merrell Barracks in Nürnberg.
Am 8. November 1990 erhielt das VII. Korps den Befehl, an den Persischen Golf zu verlegen, um an den Operationen Desert Shield und Desert Storm zur Befreiung des vom Irak besetzten Kuwait teilzunehmen. Das 2ACR war als erste Einheit des Korps ab Mitte Dezember vollständig im irakisch-saudischen Grenzgebiet stationiert. Während des Landkrieges vom 24. bis zum 28. Februar 1991 führte das Regiment unter dem Befehl von Oberst Leonard D. „Don“ Holder die Einheiten des VII. Korps im Kampf gegen die Divisionen der Republikanischen Garden an. Dabei stießen drei Kompanien (E, G, und I Troop) des Regiments am Nachmittag des 26. Februar auf eine Panzerbrigade der irakischen Tawakalna-Division und vernichteten sie in der Schlacht von 73 Easting („Battle of 73 Easting“). Am Ende des Bodenkrieges hatte das Regiment sieben tote und 19 verwundete Soldaten zu beklagen.
Anschließend wurde das Regiment zunächst zurück nach Deutschland gebracht, bald jedoch in die Vereinigten Staaten verlegt und die Ausrüstung von Bradley-Schützenpanzern auf HMMWV-Fahrzeuge umgestellt. Es folgten Teilnahmen an Friedenssicherungseinsätzen in Haiti und Bosnien-Herzegowina.
2003 nahm das Regiment an der Invasion des Irak (Operation Iraqi Freedom) teil und blieb bis Ende 2004 dort stationiert. Nach der Rückkehr in die USA wurde das Regiment zu einem Stryker Brigade Combat Team umformiert. 2006 kehrte das Regiment nach einer grundlegenden Veränderung seiner Strukturen nach Deutschland zurück und wurde dem V. US-Korps unterstellt. Standort sind seither die Rose Barracks in Vilseck. Im Sommer 2007 wurde das Regiment für 15 Monate zu einem erneuten Einsatz in den Irak verlegt. 2010/2011 war die gesamte Einheit für 12 Monate in Afghanistan. Von Sommer 2013 bis April 2014 war die Einheit ein zweites Mal im Rahmen der Operation Enduring Freedom und der International Security Assistance Force in Südafghanistan.

## Organisation

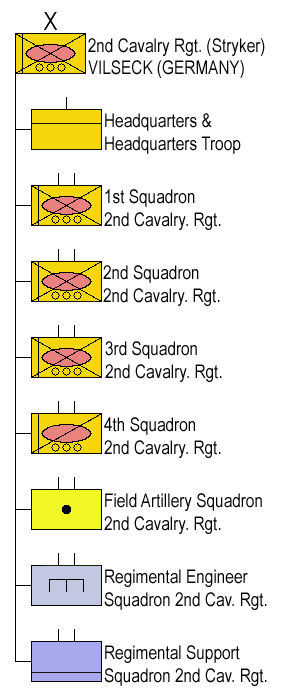
Struktur 2. US-Kavallerieregiment

Das 2nd Cavalry Regiment ist ein Stryker Brigade Combat Team (SBCT), das als luftverlegbare, selbständig operierende Eingreiftruppe innerhalb von 96 Stunden weltweit einsetzbar ist. Das Rückgrat des Regiments ist der Stryker-Radpanzer, auf dem alle seine Kampf- und Unterstützungsfahrzeuge aufbauen.
Im Unterschied zu der sonst in der US Army üblichen Form der Designation von Einheiten, Zug (Platoon), Kompanie (Company), Bataillon (Battalion) und Regiment lauten die Bezeichnungen in den US-Kavallerieregimentern Platoon, Troop, Squadron (Eskadron) und Regiment.
Folgende Einheiten sind Teil des Regiments:
- 2. Kavallerieregiment Stryker Brigade Combat Team:
  - Stabskompanie
  - 1. Eskadron, 2. Kavallerieregiment – (Stryker)
  - 2. Eskadron, 2. Kavallerieregiment – (Stryker)
  - 3. Eskadron, 2. Kavallerieregiment – (Stryker)
  - 4. Eskadron, 2. Kavallerieregiment – (Aufklärungs- und Zielerfassungseskadron)
  - Feld-Artillerieeskadron, 2. Kavallerieregiment – mit drei 6 × 155-mm-Haubitzen-Batterien
  - Regiments-Pioniereskadron, 2. Kavallerieregiment
  - Regimentsunterstützungseskadron, 2. Kavallerieregiment – Medizin, Unterstützung und Logistik-Trupps

## Bekannte Angehörige
- Douglas Macgregor – Colonel, Politikwissenschaftler, Militärtheoretiker, Autor, Berater und Kandidat des Weißen Hauses für das Amt des Botschafters der Vereinigten Staaten in Deutschland
- Michael R. Clifford – Astronaut

## Zwischenfälle
Im Juni 1979 verschwand Private First Class Roy Chung, der der Einheit seit etwa einem Jahr angehörte und in Bayreuth stationiert war. Radio Pjöngjang verbreitete drei Monate später, dass Chung nach Nordkorea desertiert sei. Andere Quellen schließen eine Entführung nicht aus.